# アルトゥル飛行場
アルトゥル飛行場（アルトゥルひこうじょう、朝: 알뜨르 비행장）は、かつて大韓民国済州特別自治道西帰浦市大静邑に所在していた飛行場。

## 概要
飛行場が所在していた摹瑟浦周辺は、元々は済州島民の農場、牧草地であったが、日本による統治が始まると、同地が済州島内において最も開けた平坦な土地であったことから、日本朝鮮軍により飛行場および関連施設が建設された。日中戦争が開始されると拡張工事が行われ、長崎県に所在していた大村海軍航空隊に代わり、より近い距離から南京をはじめとした中国本土に渡洋爆撃を行うための基地として用いられた。太平洋戦争勃発後は済州島周辺に関連施設が整備され、大戦末期には決7号作戦が承認されるとこれら施設を連結する地下壕が構築された。これらの構築には摹瑟浦の住民が強制徴用された。
太平洋戦争終結後はアメリカ軍に接収され、朝鮮戦争時にはK-40済州第二空軍基地としてアメリカ空軍は使用した。
朝鮮戦争休止後は韓国に返還され、大韓民国空軍の所管となる。2006年11月29日、周辺の掩体壕など周辺軍事施設が近代登録文化財に登録されたが、滑走路は空軍の反対により登録から除外された。

## 施設・遺構

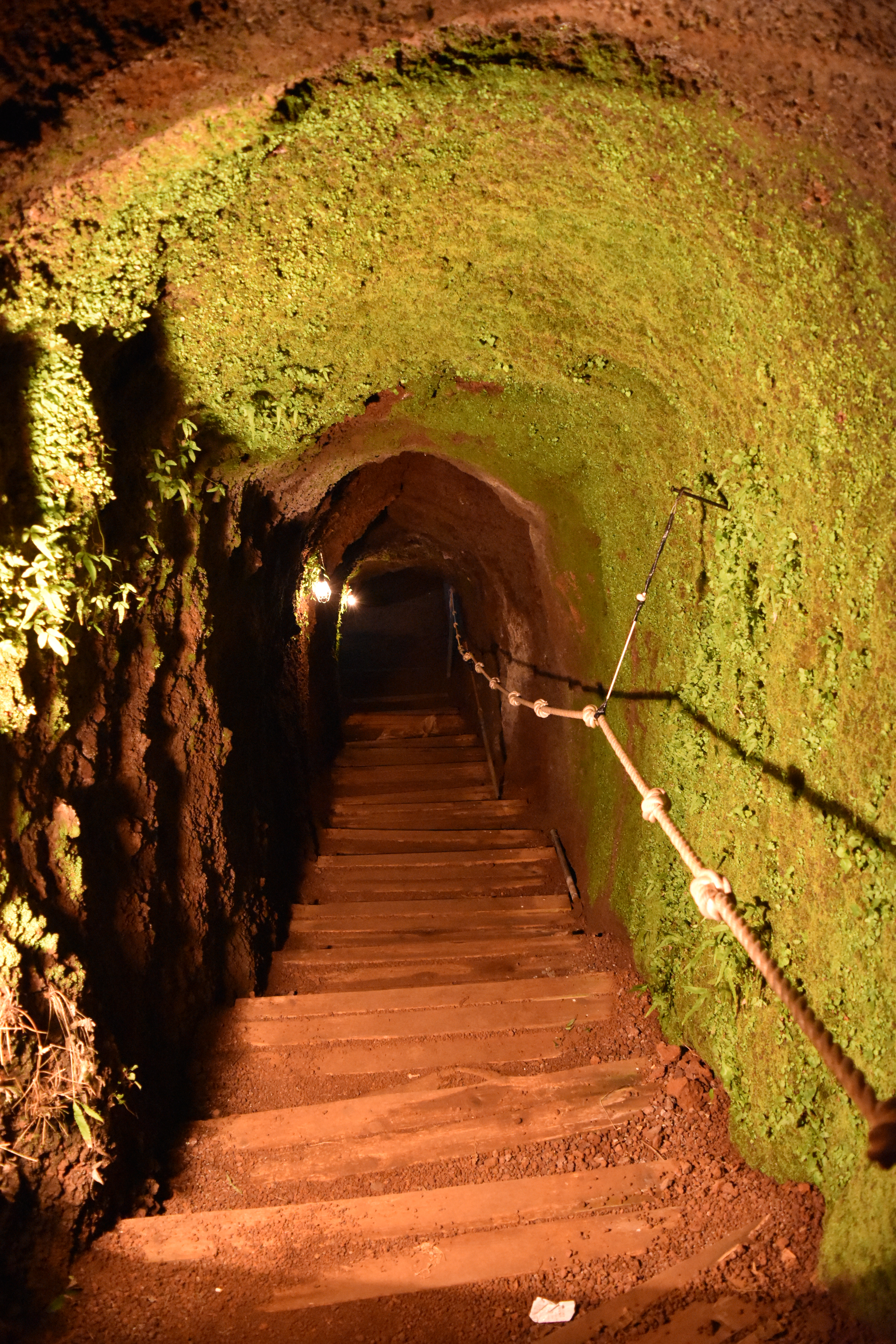
地下壕の一例

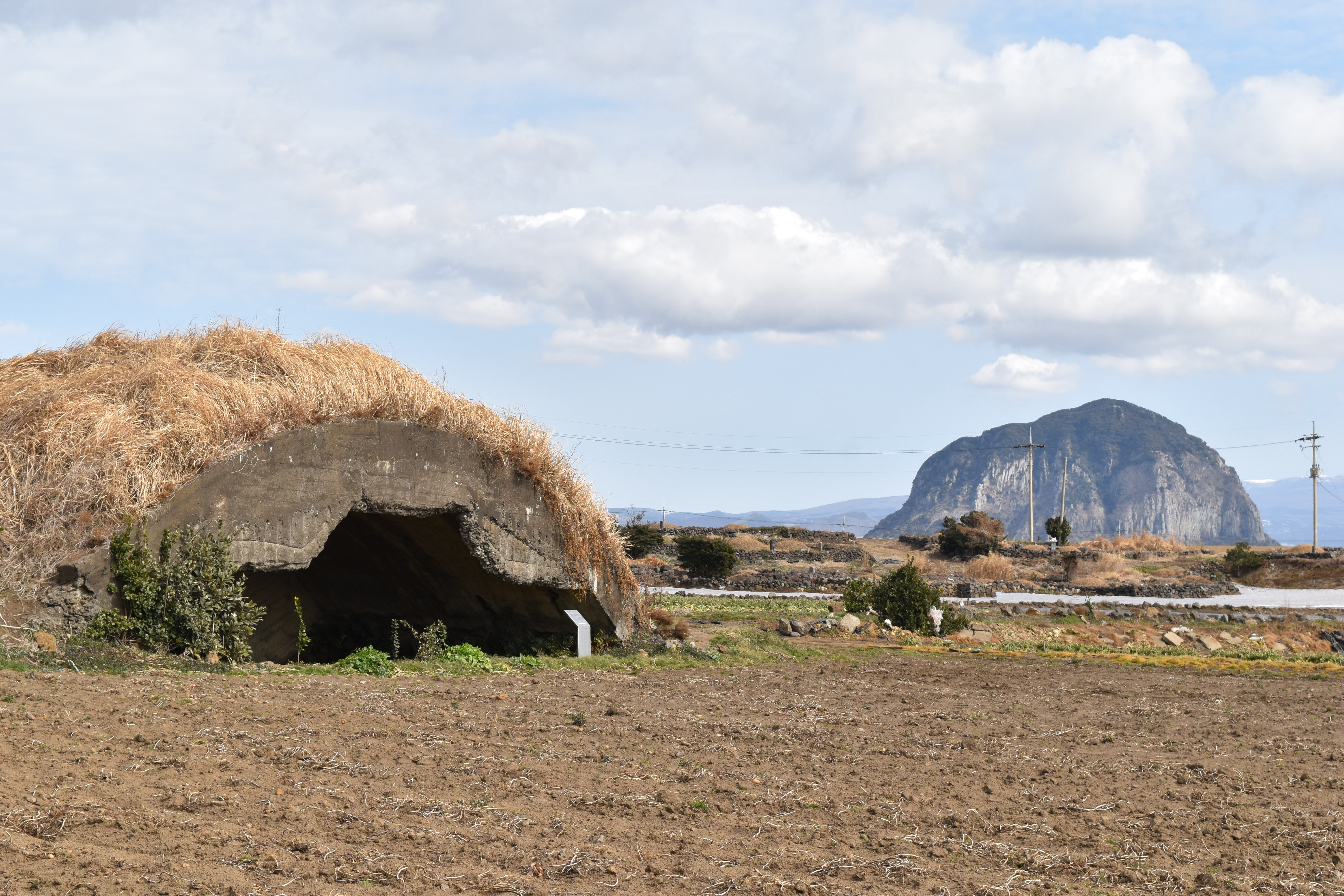
掩体壕の一例

- 地下壕

コンクリート製であり、火山岩および灌木によりカモフラージュされている。
- 掩体壕

20個の掩体壕が設置され、うち19個が現存している。背の高い草によりカモフラージュされており、特別攻撃隊が使用する飛行機を格納するためのものであったと考えられている。このように多数の掩体壕が現存している場所は日本本土にもない。
- 滑走路

約1,400メートルの滑走路が設置されていた。

## 現状
現状は飛行場としては使用されていないが、非常時には臨時滑走路として使用することとなっている。周辺の掩体壕は農具置き場などとして利用されている。
西帰浦市は飛行場をダークツーリズム目的で活用することを検討しており、2000年代に観光客誘致のため周辺の道路を舗装した。市は飛行場周辺を平和公園として整備することを計画しているが、土地の所有権を空軍から市に移転させる必要があるため、計画は難航している。
飛行場が南京への空襲の拠点として用いられていたため、2014年から毎年、南京事件のあった12月13日に追悼式典が行われている。

## 年表
- 1931年: 飛行場の建設が開始される[注釈 2]
- 1935年: 飛行場が完成する。面積は60万平方メートル。
- 1937年: 日中戦争の開始により、中国本土への空襲のための基地として用いられることとなり、飛行場は132万平方メートルに拡張される。
- 1944年: 飛行場を220万平方メートルに拡張するための工事が開始される。
- 2002年: 掩体壕が登録文化財に登録される。
- 2006年: 地下壕が周辺軍事施設とともに登録文化財に登録される。
- 2014年: 南京市民に対する追悼式が開始される。